# Alkefugle
Alkefugle (Alcidae) er en familie af fugle med 24 arter, der ofte yngler i store kolonier i de nordlige have. De fleste arter findes i det nordlige Stillehav.

## Karaktertræk
Alkefugle er havfugle, der ikke er bundet til land uden for yngletiden, bortset fra tejsten, der er en kystfugl. Den nordlige del af Atlanterhavet har store bestande af seks arter, der yngler på de nordatlantiske fuglefjelde: Lomvie, Polarlomvie, Alk, Søkonge, Tejst og Lunde. Alkefuglenes farver er typisk hvid på undersiden og mørk på oversiden. Alle arter har korte smalle vinger, flyver hurtigt og svirrende og har en fremragende dykkeevne, men bevæger sig dårligt på land. Næbbet er forskelligt fra art til art og er derfor et vigtigt led ved artsbestemmelsen.
I forhold til andre søfugle har alkefuglefamilien ikke mange arter. Grunden til at alkefuglene kun er på den nordlige halvkugle er at stimefiskene har en lavere hastighed i det kolde vand og derfor forbedrer mulighederne for at få en udbytterig fangst. De sydligste forekommende arter af denne familie overlever kun ved Californien og Mexico på grund af opstigende kolde strømme.

## Arter og slægter
I familien alkefugle findes i alt 24 nulevende arter fordelt på 10 slægter
- Slægt Alle
  - Søkonge, A. alle
- Slægt Uria
  - Polarlomvie, U. lomvia
  - Lomvie, U. aalge
- Slægt Alca
  - Alk, Alca torda
- Slægt Pinguinus
  - Gejrfugl, P. impennis † (uddød)
- Slægt Cepphus
  - Tejst, C. grylle
  - Beringstejst, C. columba
  - Brilletejst, C. carbo
- Slægt Brachyramphus
  - Marmordværgalk, B. marmoratus
  - Langnæbbet dværgalk, B. perdix
  - Kortnæbbet dværgalk, B. brevirostris
- Slægt Synthliboramphus
  - Brun dværgalk, S. hypoleucus
  - Californisk dværgalk, S. scrippsi
  - Mexicansk dværgalk, S. craveri
  - Hvidbrynet dværgalk, S. antiquus
  - Japansk dværgalk, S. wumizusume
- Slægt Ptychoramphus
  - Halsbåndsdværgalk, P. aleuticus
- Slægt Aethia
  - Papegøjealk, A. psittacula
  - Lille dværgalk, A. pusilla
  - Skægget dværgalk, A. pygmaea
  - Toppet dværgalk, A. cristatella
- Slægt Cerorhinca
  - Næsehornsalk, C. monocerata
- Slægt Fratercula
  - Lunde, F. arctica
  - Hornet lunde, F. corniculata
  - Toplunde, F. cirrhata